# 圣迦尔门
43°47′1.36″N 11°15′42.45″E / 43.7837111°N 11.2617917°E

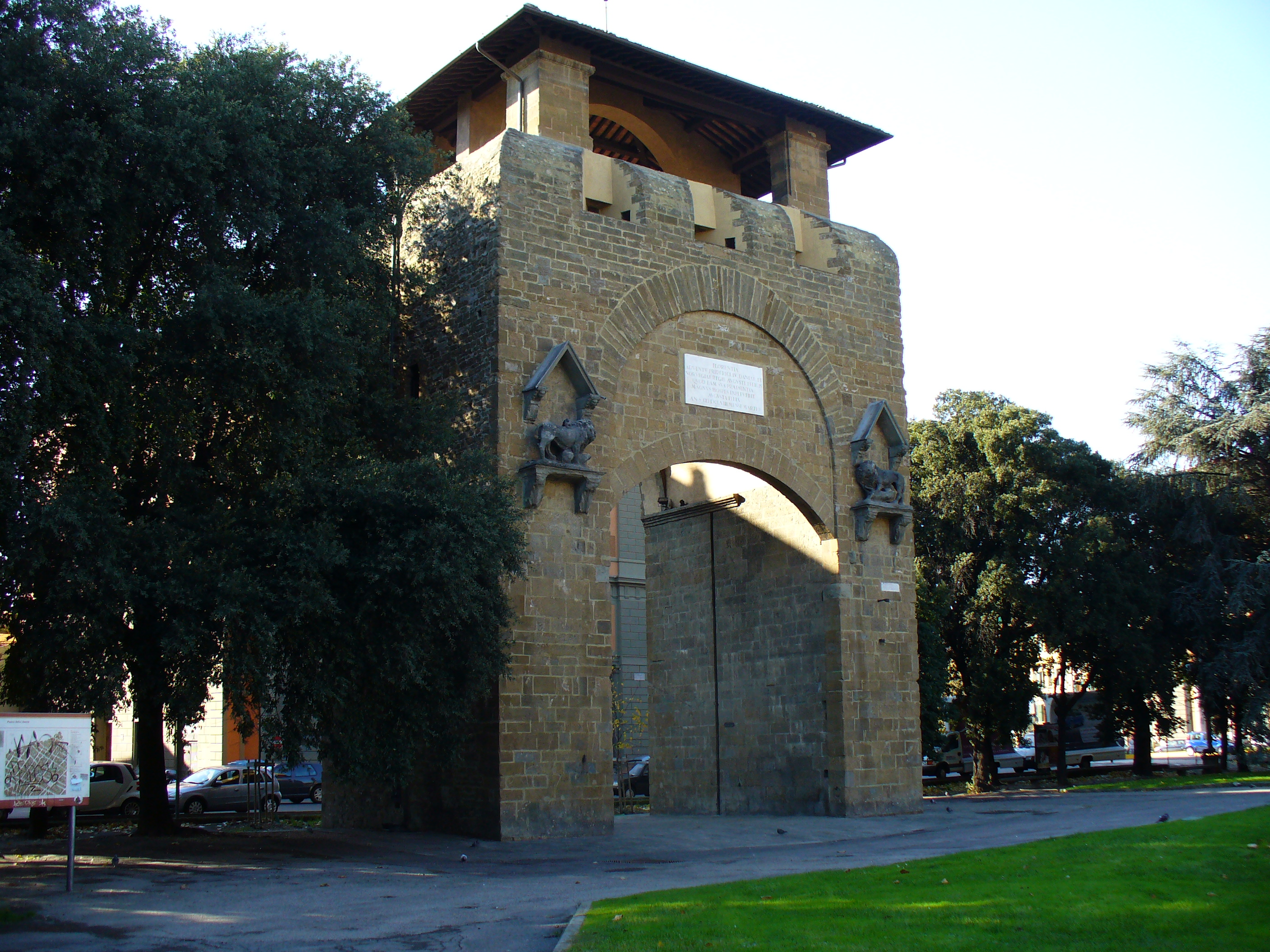
圣伽洛门

圣伽洛门（Porta San Gallo）是佛罗伦萨城墙的一部分，位于自由广场，对着佛罗伦萨凯旋门。 
圣伽洛门是佛罗伦萨最北端的一座城门，门外为通往博洛尼亚的道路。城门的钥匙现在仍保存在佛罗伦萨com'era博物馆。 
城门口曾有圣伽洛修道院，由朱利亚诺·桑加罗设计，已毁于1529年围攻佛罗伦萨期间。